# Faride Alidou
Faride Alidou (Amburgo, 18 luglio 2001) è un calciatore tedesco, attaccante del Kaiserslautern, in prestito dall'Eintracht Francoforte.

## Caratteristiche tecniche
Ala sinistra che può essere utilizzata anche a piede invertito, in possesso di un'ottima velocità, è abile nel dribbling e nell'uno contro uno; per le sue caratteristiche è stato paragonato a Dodi Lukebakio.

## Carriera

### Club
Cresciuto nel settore giovanile dell'Amburgo, ha esordito in prima squadra il 16 ottobre 2021, nella partita di campionato pareggiata per 1-1 contro il Fortuna Düsseldorf. Emerso fin da subito come uno dei migliori talenti del club anseatico, il 23 marzo 2022 viene acquistato dall'Eintracht Francoforte con cui firma un quadriennale.
Il 21 agosto 2023 viene ceduto in prestito al Colonia.
Il 25 agosto 2024 il Verona lo prende in prestito con diritto di riscatto. Il giorno dopo esordisce in campionato nella sconfitta casalinga contro la Juventus, subentrando nella ripresa a Livramento.
Tuttavia coi veneti trova poco spazio, perciò il 23 gennaio 2025 il prestito viene rescisso e, contestualmente, viene ceduto (sempre a titolo temporaneo) al Kaiserslautern.

### Nazionale
Ha giocato nelle nazionali giovanili tedesche Under-20 ed Under-21.

## Statistiche

### Presenze e reti nei club
Statistiche aggiornate al 18 marzo 2025.
| Stagione          | Squadra               | Campionato        | Campionato | Campionato | Coppe nazionali | Coppe nazionali | Coppe nazionali | Coppe continentali | Coppe continentali | Coppe continentali | Altre coppe | Altre coppe | Altre coppe | Totale | Totale | Totale |
| Stagione          | Squadra               | Comp              | Pres       | Reti       | Comp            | Pres            | Reti            | Comp               | Pres               | Reti               | Comp        | Pres        | Reti        | Pres   | Reti   |        |
| ----------------- | --------------------- | ----------------- | ---------- | ---------- | --------------- | --------------- | --------------- | ------------------ | ------------------ | ------------------ | ----------- | ----------- | ----------- | ------ | ------ | ------ |
| 2019-2020         | Amburgo II            | RL                | 7          | 1          | -               | -               | -               | -                  | -                  | -                  | -           | -           | -           | 7      | 1      |        |
| 2020-2021         | Amburgo II            | RL                | 10         | 1          | -               | -               | -               | -                  | -                  | -                  | -           | -           | -           | 10     | 1      |        |
| ago.-ott. 2021    | Amburgo II            | RL                | 7          | 1          | -               | -               | -               | -                  | -                  | -                  | -           | -           | -           | 7      | 1      |        |
| Totale Amburgo II | Totale Amburgo II     | Totale Amburgo II | 24         | 3          |                 | -               | -               |                    | -                  | -                  |             | -           | -           | 24     | 3      |        |
| 2021-2022         | Amburgo               | ZL                | 22         | 2          | CG              | 4               | 0               | -                  | -                  | -                  | -           | -           | -           | 26     | 2      |        |
| 2022-2023         | Eintracht Francoforte | BL                | 15         | 0          | CG              | 1               | 0               | UCL                | 5                  | 1                  | SU          | 0           | 0           | 21     | 1      |        |
| 2023-2024         | Colonia               | BL                | 26         | 4          | CG              | -               | -               |                    | -                  | -                  |             | -           | -           | 26     | 4      |        |
| 2024-gen. 2025    | Verona                | A                 | 3          | 0          | CI              | -               | -               |                    | -                  | -                  |             | -           | -           | 3      | 0      |        |
| gen.-giu. 2025    | Kaiserslautern        | 2BL               | 6          | 0          | CG              | 0               | 0               | -                  | -                  | -                  | -           | -           | -           | 6      | 0      |        |
| Totale carriera   | Totale carriera       | Totale carriera   | 96         | 9          |                 | 5               | 0               |                    | 5                  | 1                  |             | 0           | 0           | 106    | 10     |        |

### Cronologia presenze e reti in nazionale
| Cronologia completa delle presenze e delle reti in nazionale ― Germania under 21 | Cronologia completa delle presenze e delle reti in nazionale ― Germania under 21 | Cronologia completa delle presenze e delle reti in nazionale ― Germania under 21 | Cronologia completa delle presenze e delle reti in nazionale ― Germania under 21 | Cronologia completa delle presenze e delle reti in nazionale ― Germania under 21 | Cronologia completa delle presenze e delle reti in nazionale ― Germania under 21 | Cronologia completa delle presenze e delle reti in nazionale ― Germania under 21 | Cronologia completa delle presenze e delle reti in nazionale ― Germania under 21 |
| Data                                                                             | Città                                                                            | In casa                                                                          | Risultato                                                                        | Ospiti                                                                           | Competizione                                                                     | Reti                                                                             | Note                                                                             |
| -------------------------------------------------------------------------------- | -------------------------------------------------------------------------------- | -------------------------------------------------------------------------------- | -------------------------------------------------------------------------------- | -------------------------------------------------------------------------------- | -------------------------------------------------------------------------------- | -------------------------------------------------------------------------------- | -------------------------------------------------------------------------------- |
| 25-3-2022                                                                        | Aquisgrana                                                                       | Germania under 21                                                                | 4 – 0                                                                            | Lettonia under 21                                                                | Qual. Europeo Under-21 2023                                                      | -                                                                                | 62’                                                                              |
| 29-3-2022                                                                        | Petah Tiqwa                                                                      | Israele under 21                                                                 | 0 – 1                                                                            | Germania under 21                                                                | Qual. Europeo Under-21 2023                                                      | -                                                                                | 76’                                                                              |
| 3-6-2022                                                                         | Osnabrück                                                                        | Germania under 21                                                                | 4 – 0                                                                            | Ungheria under 21                                                                | Qual. Europeo Under-21 2023                                                      | -                                                                                | 9’                                                                               |
| 7-6-2022                                                                         | Łódź                                                                             | Polonia under 21                                                                 | 1 – 2                                                                            | Germania under 21                                                                | Qual. Europeo Under-21 2023                                                      | -                                                                                | 82’                                                                              |
| 23-9-2022                                                                        | Magdeburgo                                                                       | Germania under 21                                                                | 1 – 2                                                                            | Francia under 21                                                                 | Amichevole                                                                       | -                                                                                | 64’                                                                              |
| 27-9-2022                                                                        | Sheffield                                                                        | Inghilterra under 21                                                             | 3 – 1                                                                            | Germania under 21                                                                | Amichevole                                                                       | -                                                                                | 74’                                                                              |
| 24-3-2023                                                                        | Francoforte sul Meno                                                             | Germania under 21                                                                | 2 – 2                                                                            | Giappone under 21                                                                | Amichevole                                                                       | -                                                                                | 72’                                                                              |
| 28-3-2023                                                                        | Sibiu                                                                            | Romania under 21                                                                 | 0 – 0                                                                            | Germania under 21                                                                | Amichevole                                                                       | -                                                                                | 75’                                                                              |
| 25-6-2023                                                                        | Batumi                                                                           | Rep. Ceca under 21                                                               | 2 – 1                                                                            | Germania under 21                                                                | Europeo Under-21 2023 - 1º turno                                                 | -                                                                                | 46’ 63’                                                                          |
| 28-6-2023                                                                        | Batumi                                                                           | Inghilterra under 21                                                             | 2 – 0                                                                            | Germania under 21                                                                | Europeo Under-21 2023 - 1º turno                                                 | -                                                                                | 68’                                                                              |
| Totale                                                                           |                                                                                  | Presenze                                                                         | 10                                                                               |                                                                                  | Reti                                                                             | 0                                                                                |                                                                                  |